# Alan Yarrow
Alan Colin Drake Yarrow, né le 27 juin 1951, est un banquier britannique. Il fut lord-maire de Londres de 2014 à 2015,.
Depuis 2007, Yarrow est un alderman et magistrat de Londres.
En tant que lord-maire, il fut le porte-parole et le promoteur des entreprises de la Cité, qui sont pour la plupart des sociétés financières.
Avant d'entrer en fonctions, le nouveau lord-maire a participé au traditionnel défilé civique où, précédé d'une grande parade du festival, nommé le Lord Mayor's Show,, il traversa le cœur historique de Londres pour prêter serment de loyauté envers le souverain britannique en présence des juges de la Cour d'appel royale,.

## Décorations honorifiques
- Knight Bachelor (2016)
- Chevalier de justice (KStJ) de l'ordre de Saint-Jean (2014)
  - SBStJ (2012)[11]
- Placque de l'ordre de l'Aigle aztèque (2015)
- Hon. FCSI « Honorary Fellow » du Chartered Institute for Securities & Investment (2010)[12].